# سرود پرچم شیر و خورشید ایران

پرچم شیر و خورشید ایران، پرچم رسمی ایران تا پیش از انقلاب ۱۳۵۷ بود. این پرچم، هم اکنون مورد استفاده ایرانیان ساکن در خارج از کشور است.

سرود پرچم شیر و خورشید ایران در دوره پادشاهی رضا شاه پهلوی و به دستور وی در سال ۱۳۱۲ شمسی تنظیم گردید. سراینده این شعر عبدالرحمن پارسا تویسرکانی است که پیش از سفر رضا شاه  به ترکیه از طرف انجمن ادبی ایران این سرود را آماده کرد. موسیقی این سرود همان موسیقی سرود شاهنشاهی ایران است. این سرود در مراسم پیش‌آهنگی، مراسم نظامی یا مراسم رسمی دولتی که شامل تشریفات افراشتن پرچم شیر و خورشید بوده، پیش از سرود ملی اجرا، خوانده یا پخش می‌شده‌است.

## ترانه سرود
| ای پرچم خورشید ایران      |
| پرتو افکن بر روی این جهان |
| یادآور از آن روزگاری      |
| کآسود از برق تیغت هر کران |
| در سایه‌ات جان می‌فشانیم    |
| از دشمنان جان می‌ستانیم    |
| ما وارث ملک کیانیم        |
| همیشه خواهیم              |
| وطن را از دل و جان        |